# Castello di Codiponte
Il castello di Copidonte si trova nella omonima frazione del comune di Casola in Lunigiana. 

Rimangono i ruderi di un palazzo medievale, risalente al periodo dal XIV al XV secolo, dalle caratteristiche militari non molto sviluppate; è dotato di un robusto loggiato sulla fronte meridionale, prevalentemente residenziale; la parte superiore del colle presenta tracce murarie di un possibile complesso fortificato precedente che comprendeva una piccola cappella della quale resta la parte absidale.

## Storia
Il castello si trova sulla sommità del colle che domina il paese, la Pieve dei Santi Cornelio e Cipriano e il torrente Aulella.
Codiponte entrò nei feudi dei Malaspina nel XIII secolo, prima come parte del marchesato di Verrucola e poi nel 1393 nel marchesato di Castel dell'Aquila. 

Nel 1418 i marchesi Leonardo e Galeotto, per espandere i propri territori verso la Lunigiana orientale, vollero uccidere i consanguinei di Veruccola: nella strage di salvò solo l'infante Spinetta III Malaspina che dapprima visse sotto tutela della Repubblica fiorentina e che nel 1434 riprese il controllo sul proprio feudo. Già dopo la strage la Repubblica Fiorentina aveva mandato un drappello militare per togliere ogni dominio ai marchesi di Castel dell'Aquila, Codiponte compreso.
Giovanni Targioni Tozzetti nel suo Viaggi fatti in diverse parti della Toscana del 1777 così descrisse il castello: A Codiponte vi è un bel monumento di antica fabbrica, detto al presente la Rocca in parte ancora in essere, colle vestigia della Chiesa unita al Castello, oltre l'antica e ricca Pieve al di fuori, di là del fiume...'